# Beauville (Alta Garonna)
Beauville è un comune francese di 138 abitanti situato nel dipartimento dell'Alta Garonna nella regione dell'Occitania.

## Società

### Evoluzione demografica
Abitanti censiti